# マリオット瓶

マリオット瓶

マリオット瓶（まりおっとびん、英語: Mariotte's bottle）は、有限容量のタンクに溜めた液体を、（水位が低下しても）常に一定の流量で流出させる仕組みである。土壌の保水性や透水性の計測のために給水装置に用いられている。1934年にE・L・マッカーシーによって紹介された。名称はフランスの物理学者エドム・マリオットに因む。
図に示すように、水中の同じ高さに空気流入口と液体の流出するサイフォンの入り口が設けられている。サイフォンを通じて液体が流出する時、瓶の中の液体の量にかかわらず空気が流入するのは、空気取り入れ口が大気圧と等しい条件であるので、サイフォンの出口と、入口の圧力差はその高さの差 hによって決まり一定になる。そのため、トリチェリの定理より、一定の流量を得ることができる。